# 佐々木壮六
佐々木 壮六（ささき そうろく、1936年11月21日 - 2000年2月13日）は日本の画家、洋画家。油彩で静物画や欧州の古都の風景などを、温かく柔らかな作風で描き出すことに特徴。本名は佐々木弘安。

## 経歴
1936年（昭和11年）大阪府に生まれる。大阪明星学園と京都市立美術大学を卒業し、大石七凰に師事。関西地方で活動して出品を重ねた。主な受賞歴はシェル美術展で一等など。その後は居を神奈川県藤沢市に移し活動を続けた。
1977年（昭和52年）ユーゴスラビア国際美術展選抜出品、
1983年（昭和58年）第1回上野の森美術館絵画大賞展特別優秀賞、1991年（平成3年）サロン・ドートンヌに出品、1993年（平成5年）雪梁舎美術館フィレンツェ賞展顧問。
2000年没。